# Đại hội Nhân dân Đức
Đại hội Nhân dân Đức (tiếng Đức: [ˈfɔlkskamɐ], Volkskammer) là cơ quan lập pháp độc viện của Cộng hòa Dân chủ Đức (còn được gọi là Đông Đức).
Volkskammer ban đầu là hạ viện của nghị viện lưỡng viện. Thượng viện là Đại hội Liên bang, hoặc Länderkammer, nhưng năm 1952 các bang của Đông Đức bị giải thể, và Đại hội Liên bang bị xóa bỏ năm 1958. Hiến pháp quy định Volkskammer là cơ quan có quyền lực tối cao của Đông Đức, và hiến pháp trao quyền lập pháp tối cao. Tất cả các nhánh của chính quyền, bao gồm cả tư pháp, đều chịu trách nhiệm trước Đại hội Nhân dân. Năm 1960, Đại hội phê chuẩn Hội đồng Nhà nước, the Hội đồng Bộ trưởng, và Hội đồng Quốc phòng Nhà nước.

## Lịch sử
Ngày 7/10/1949 tại Đông Berlin, Đại hội Nhân dân lâm thời (Provisorische Volkskammer) được thành lập dựa trên cơ sở Hội đồng Nhân dân đệ nhị Đức (Zweiter Deutscher Volksrat). Đây chính là tiền thân của Đại hội Nhân dân sau này.
Cuộc bầu cử Nghị viện đầu tiên đã được diễn ra ngày 15/10/1950. Tổng tuyển cử năm 1950 dựa trên danh sách duy nhất của Mặt trận Quốc gia.

## Các đảng và tổ chức

### Các đảng thành viên
| Đảng                           | Biểu tượng | Cờ | Thành lập     | Giải tán          | Ghế trong Volkskammer (1986) |
| ------------------------------ | ---------- | -- | ------------- | ----------------- | ---------------------------- |
| Socialist Unity Party SED      |            |    | 21 April 1946 | 16 December 1989  | 127                          |
| Christian Democratic Union CDU |            |    | 26 June 1945  | 1/2 October 1990  | 52                           |
| Liberal Democratic Party LDPD  |            |    | 5 July 1945   | 27 March 1990     | 52                           |
| Democratic Farmers' Party DBD  |            |    | 17 June 1948  | 15 September 1990 | 52                           |
| National Democratic Party NDPD |            |    | 5 May 1948    | 27 March 1990     | 52                           |

### Các tổ chức quần thể thành phần đại diện trong Phòng Nhân dân
| Tổ chức                                  | Biểu tượng | Cờ | Thành lập | Giải tán     | Các đại diện được chỉ định trong Volkskammer (1986) |
| ---------------------------------------- | ---------- | -- | --------- | ------------ | --------------------------------------------------- |
| Free German Trade Union Federation FDGB  |            |    | 1946      | 1990         | 61                                                  |
| Free German Youth FDJ                    |            |    | 1946      | exists today | 37                                                  |
| Democratic Women's League of Germany DFD |            |    | 1947      | 1990         | 32                                                  |
| Cultural Association of the DDR KB       |            |    | 1945      | 1990         | 21                                                  |
| Peasants Mutual Aid Association VdgB     |            |    | 1945      | 1994         | 14                                                  |

### Các tổ chức khác liên kết với Mặt trận Quốc gia
Các tổ chức sau đây, là một phần của NF, đã không cử đại diện được bầu đến Volkskammer nhưng tích cực thực hiện các hoạt động của nó.
| Tổ chức                                                 | Biểu tượng | Thành lập                                   | Giải tán                                     |
| ------------------------------------------------------- | ---------- | ------------------------------------------- | -------------------------------------------- |
| Society for German–Soviet Friendship                    |            | 1949                                        | 1992                                         |
| People's Solidarity                                     |            | 1945                                        | exists today                                 |
| Sport and Technology Association                        |            | 1952                                        | 1990                                         |
| German Gymnastics and Sports Federation                 |            | 1957                                        | 1990                                         |
| Ernst Thälmann Pioneer Organisation                     |            | 1948                                        | 1990                                         |
| Writers' Association of the GDR                         |            | 1945                                        | 1990                                         |
| Association of Gardeners, Settlers, and Animal Breeders |            | 1952                                        | 1990                                         |
| Association of Theatre Professionals                    |            | 1966                                        | 1990                                         |
| Union of Journalists                                    |            | 1945                                        | 1990                                         |
| Chamber of Engineering                                  |            | 1946                                        | 1990                                         |
| Peace Council of the GDR                                |            | 1949                                        | 1990                                         |
| Union of Persecutees of the Nazi Regime                 |            | 1947                                        | banned in East Germany in 1953, exists today |
| Association of German Consumer Cooperatives             |            | 1949                                        | exists today (Zentralkonsum eG)              |
| German Red Cross of the GDR                             |            | 1952                                        | 1991                                         |
| Committee of Antifascist Resistance Fighters            |            | 1953                                        | 1991                                         |
| Solidarity Committee of the GDR                         |            | 1960                                        | 1990                                         |
| League of Lusatian Sorbs                                |            | 1912 founded before the creation of the GDR | exists today                                 |

## Kết quả

### Bầu cử Quốc hội lập hiến Đông Đức năm 1949 (đầu tiên)
|                     |                                |                                                     |                                  |            |        |       |
| Đảng hoặc liên minh | Đảng hoặc liên minh            | Đảng hoặc liên minh                                 | Đảng hoặc liên minh              | Phiếu bầu  | %      | Ghế   |
|                     | Democratic Bloc (East Germany) |                                                     | Socialist Unity Party of Germany | 7.943.949  | 66.07  | 450   |
|                     | Democratic Bloc (East Germany) | Christian Democratic Union (East Germany)           | 225                              | 7.943.949  | 66.07  |       |
|                     | Democratic Bloc (East Germany) | Liberal Democratic Party of Germany                 | 225                              | 7.943.949  | 66.07  |       |
|                     | Democratic Bloc (East Germany) | Cooperatives                                        | 100                              | 7.943.949  | 66.07  |       |
|                     | Democratic Bloc (East Germany) | Democratic Farmers' Party of Germany                | 75                               | 7.943.949  | 66.07  |       |
|                     | Democratic Bloc (East Germany) | National Democratic Party of Germany (East Germany) | 75                               | 7.943.949  | 66.07  |       |
|                     | Democratic Bloc (East Germany) | Democratic Women's League of Germany                | 50                               | 7.943.949  | 66.07  |       |
|                     | Democratic Bloc (East Germany) | Free German Trade Union Federation                  | 50                               | 7.943.949  | 66.07  |       |
|                     | Democratic Bloc (East Germany) | Free German Youth                                   | 50                               | 7.943.949  | 66.07  |       |
|                     | Democratic Bloc (East Germany) | Cultural Association of the GDR                     | 50                               | 7.943.949  | 66.07  |       |
|                     | Democratic Bloc (East Germany) | Peasants Mutual Aid Association                     | 50                               | 7.943.949  | 66.07  |       |
|                     | Democratic Bloc (East Germany) | Union of Persecutees of the Nazi Regime             | 50                               | 7.943.949  | 66.07  |       |
|                     | Democratic Bloc (East Germany) | Social Democratic Party of Germany                  | 25                               | 7.943.949  | 66.07  |       |
|                     | Democratic Bloc (East Germany) | Independents                                        | 50                               | 7.943.949  | 66.07  |       |
| Against             | Against                        | Against                                             | Against                          | 4.080.272  | 33.93  | 0     |
| Tổng cộng           | Tổng cộng                      | Tổng cộng                                           | Tổng cộng                        | 12.024.221 | 100.00 | 1.525 |

### Tổng tuyển cử Đông Đức năm 1986 (cuối cùng)
|                     |                                                  |                                                     |                                  |            |        |     |
| Đảng hoặc liên minh | Đảng hoặc liên minh                              | Đảng hoặc liên minh                                 | Đảng hoặc liên minh              | Phiếu bầu  | %      | Ghế |
|                     | National Front of the German Democratic Republic |                                                     | Socialist Unity Party of Germany | 12.392.094 | 99.94  | 127 |
|                     | National Front of the German Democratic Republic | Free German Trade Union Federation                  | 61                               | 12.392.094 | 99.94  |     |
|                     | National Front of the German Democratic Republic | Christian Democratic Union (East Germany)           | 52                               | 12.392.094 | 99.94  |     |
|                     | National Front of the German Democratic Republic | Liberal Democratic Party of Germany                 | 52                               | 12.392.094 | 99.94  |     |
|                     | National Front of the German Democratic Republic | National Democratic Party of Germany (East Germany) | 52                               | 12.392.094 | 99.94  |     |
|                     | National Front of the German Democratic Republic | Democratic Farmers' Party of Germany                | 52                               | 12.392.094 | 99.94  |     |
|                     | National Front of the German Democratic Republic | Free German Youth                                   | 37                               | 12.392.094 | 99.94  |     |
|                     | National Front of the German Democratic Republic | Democratic Women's League of Germany                | 32                               | 12.392.094 | 99.94  |     |
|                     | National Front of the German Democratic Republic | Cultural Association of the GDR                     | 21                               | 12.392.094 | 99.94  |     |
|                     | National Front of the German Democratic Republic | Peasants Mutual Aid Association                     | 14                               | 12.392.094 | 99.94  |     |
| Against             | Against                                          | Against                                             | Against                          | 7.512      | 0.06   | 0   |
| Tổng cộng           | Tổng cộng                                        | Tổng cộng                                           | Tổng cộng                        | 12.399.606 | 100.00 | 500 |